# Південний Ліван (провінція)
Південний Ліван або Південь (араб. الجنوب — el-Jenūb) — одна з мухафаз (провінцій) Лівану.
Адміністративний центр провінції — місто Сидон (Сайда). Населення становить близько 590 000 осіб, площа ― 929,6 км2. Місцеве населення є релігійно різноманітним і включає мусульман-шиїтів і сунітів, друзів, православних, маронітів, протестантів і греко-католиків.
Взимку температура може опускатися до 4 °C, а на височинах випадає багато дощу і снігу. Влітку, у вологій погожій місцевості, температура може підніматися до 30 °C у прибережних районах. 
У провінції протікає кілька річок: Літані, Дейр-ель-Захрані, Накура, Авалі, Касміє і Хасбані. Район відомий своїми цитрусовими та банановими фермами.

## Райони
Провінція складається з трьох районів:
- Сидон
- Джеззін
- Тір

| Ліван | Це незавершена стаття з географії Лівану. Ви можете допомогти проєкту, виправивши або дописавши її. |